# تپه پارسینه
تپه پارسینه مربوط به دوران پیش از تاریخ ایران باستان تا دوران‌های تاریخی پس از اسلام است و در شهرستان سنقر، بخش مرکزی، روستای فارسینج واقع شده و این اثر در تاریخ ۱۲ تیر ۱۳۸۴ با شمارهٔ ثبت ۱۲۰۴۷ به‌عنوان یکی از آثار ملی ایران به ثبت رسیده است.